# Pierre couverte (Duneau)
Pour les articles homonymes, voir Pierre couverte.
La Pierre couverte est un dolmen situé à Duneau, dans le département français de la Sarthe.

## Protection
L'édifice fait l’objet d’un classement au titre des monuments historiques depuis 1889.

## Description
C'est un dolmen de type angevin. Il comporte une grande chambre sépulcrale de forme trapézoïdale mesurant 5,60 m de long pour
2,30 m (petite base) et 2,70 m (grande base). L'ensemble est recouvert d'une unique table de couverture désormais fragmentée.